# Капилупи, Камилло
Камилло Капилупи (итал. Camillo Capilupi; 1531—1603) — племянник епископа Ипполито Капилупи, автор сочинения «Lo Stratagema di Carlo IX, contra gli Ugonotti, ribelli di Dio e suoi» (Рим, 1572), восхваляющего массовое истребление гугенотов во Франции, известное как Варфоломеевская ночь.